# Durmitor
Durmitor (în alfabetul chirilic sârb: Дурмитор, pronunțat [durmǐtɔr] saupronunție în sârbocroată [dǔrmitɔr]) este un masiv situat în nord-vestul Muntenegrului. Face parte din Alpii Dinarici. Cel mai înalt vârf al său, Bobotov Kuk⁠(d), are o înălțime de 2.523 de metri.
Masivul este limitat de canionul râului Tara la nord, canionul râului Piva la vest și de canionul râului Komarnica la sud. La est, Durmitor se deschide într-un platou înalt de 1.500 de metri, numit Jezerska površ (Platoul Lacurilor). 
Muntele Sinjavina este situat la est de platoul Jezerska površ. Durmitor este situat în cea mai mare parte în comuna Žabljak.
Masivul dă numele parcului național în care se află. Parcul Național Durmitor a fost fondat în anul 1952 și a fost desemnat ca loc din Patrimoniului Mondial UNESCO în 1980.
Durmitor are 48 de vârfuri cu peste 2.000 de metri și 18 lacuri glaciare.

## Vârfuri
Masivul are 48 de vârfuri cu peste 2000 de metri. Cele mai înalte vârfuri sunt următoarele:
- Bobotov kuk 2.522 m
- Bezimeni vrh (Nameless Peak) 2.487 m
- Šljeme 2.455 m
- Istočni vrh Šljemena (East Peak of Sljeme) 2.445 m
- Soa / Đevojka 2.440 m
- Milošev tok 2.426 m
- Bandijerna 2.409 m
- Rbatina 2.401 m
- Lučin vrh 2.396 m
- Prutaš 2.393 m
- Minin bogaz 2.387 m
- Planinica 2.330 m
- Kobilja glava 2.321 m
- Savin Kuk 2.313 m
- Šupljika 2.310 m

## Lacuri

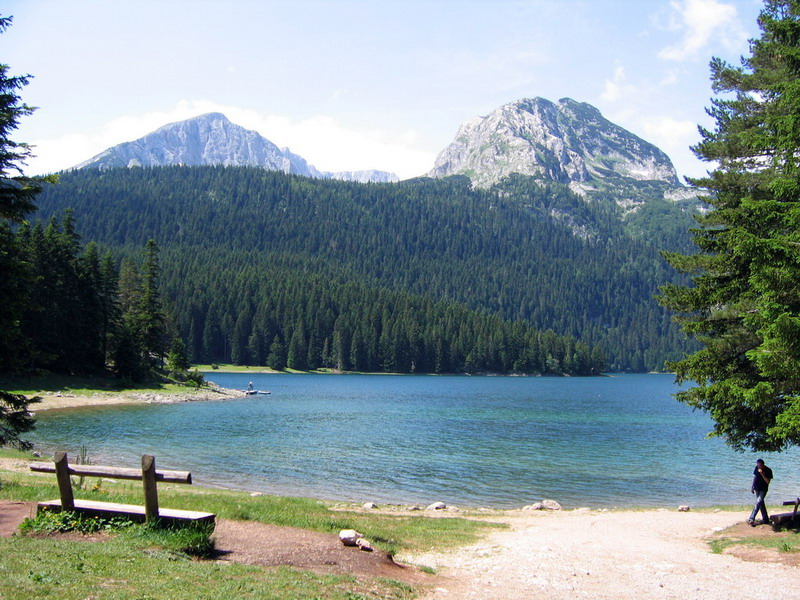
Lacul Negru

Durmitor are 18 lacuri glaciare, care sunt răspândite pe masivul muntos și pe platoul Jezerska Površ. Lacurile contribuie semnificativ la frumusețea naturală a muntelui și au fost denumite Gorske Oči, sau „ochi ai muntelui”.
- Lacul Negru  (Crno jezero)
- Lacul Veliko Škrča
- Lacul Malo Škrča
- Lacul Zeleni Vir
- Lacul Jablan
- Lacul Valovito
- Lacul Vir u Lokvicama
- Lacul Srablje
- Lacul Modro
- Lacul Suva Lokva
- Lacul Zminje
- Lacul Barno
- Lacul Pošćensa
- Lacul Zabojsa
- Lacul Vražje
- Lacul Riblje
- Lacul Zminča
- Lacul Sušiča

## Nume

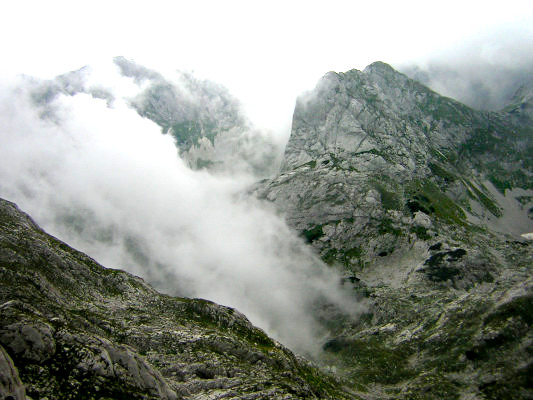
Vedere a masivului Durmitor lângă Minin Bogaz

Una dintre teoriile numelui Durmitor spune că este derivat din limba popoarelor romane sau romanizate rămase în Peninsula Balcanică (a vlahilor), care înseamnă „loc de dormit” (dormitor). Există munți denumiți în mod similar, cum ar fi Visitor („visător”) și Cipitor (ațipitor, „dormitor”) în fosta Iugoslavie.
Cealaltă teorie este că numele a fost dat de celți și sensul ar fi orice, de la „apă de munte” până la „munte ridicat”. Având în vedere perioada de timp pe care vechii celți au petrecut-o în jurul acestei părți și a râului Tara, numele său fiind de origine celtică, este foarte posibil ca Durmitor să aibă aceeași origine. Se crede că numele Durmitor derivă din cuvintele celtice „dru mi tore” care înseamnă „munte plin de apă”.

## Parc național
Parcul Național Durmitor, creat în 1952, include masivul Durmitor, canioanele râurilor Tara, Sušica și Draga și partea superioară a platoului canionului Komarnica, acoperind o suprafață de 390 de kilometri pătrați. Este cea mai mare zonă protejată din Muntenegru și a fost înscrisă în lista UNESCO cu locurile din Patrimoniul Mondial în 1980.
Cu 80 de kilometri lungime și 1,3 km adâncime, canionul râului Tara din Parcul Național Durmitor este cel mai adânc defileu din Europa.

## Turism
Muntele Durmitor este centrul turismului montan din Muntenegru. Cele mai multe facilități turistice sunt concentrate în jurul orașului Žabljak.
Iarna, principalele activități de pe masivul Durmitor sunt schiul și snow-board-ul. Vara, activitățile principale sunt drumețiile, alpinismul și turismul recreativ. În zonă se practică și sporturi nautice.
Una dintre cele mai renumit atracții ale muntelui Durmitor o reprezintă cele 18 lacuri glaciare, dintre care cel mai cunoscut este Lacul Negru (Crno jezero).

## Clima
În ciuda apropierii sale de Marea Mediterană, masivul Durmitor este situat într-o zonă climatică care este din ce în ce mai caracterizată de continent, climatul continental moderat. Astfel, condițiile de temperatură nu sunt diferite de cele din Europa Centrală și se datorează înălțimii masivului de până la peste 2500 de metri. Ciocnirea aerului umed și cald din Marea Adriatică și a aerului rece continental duce la cantități considerabile de zăpadă în lunile de iarnă. Un strat de 3 metri sau mult de zăpadă nu este un lucru neobișnuit în regiunile montane superioare din nord-estul Muntenegrului. În Durmitor, temperaturile medii variază în funcție de altitudine, în ianuarie între -3 și -8° C, în iulie între +15 și +7°C și anual între +7 și -1°C. Cantitățile anuale de precipitații sunt ridicate și ajung la peste 2000 mm pe an la altitudini mari. Zăpada poate cădea chiar și în mijlocul verii, iar pe versanții nordici zăpada rezistă vara până la următoarea ninsoare din septembrie. Stația meteo din Žabljak aflată la 1450 metri oferă următoarele date medii: ianuarie: −4,8°C, iulie: +13,8°C, medie anuală: +4,8°C.